# Старый Курдюм
Старый Курдюм — река в России, протекает в Татищевском и Саратовском районах Саратовской области. Левый приток реки Курдюм, бассейн Волги. Длина реки составляет 32 км, площадь водосборного бассейна — 304 км².

## География
Старый Курдюм начинается в 2 км западнее села Корсаковка, течёт на восток и протекает через Корсаковку, за ней поворачивает на юго-восток. На реке расположены село Мизино-Лапшиновка и деревня Хлебновка. Ниже Хлебновки справа впадает приток Чекуриха, сразу ниже устья по левому берегу находится деревня Кривопавловка. Ещё ниже на двух берегах Старого Курдюма находится село Свинцовка, а перед селом Клещевка Старый Курдюм слева впадает в Курдюм в 21 км выше устья последнего.

## Притоки
Правым притоком является речка Чекуриха, в которую перед устьем впадает речка Вязовка. 

## Данные водного реестра
По данным государственного водного реестра России относится к Нижневолжскому бассейновому округу, водохозяйственный участок реки — Волга от Саратовского гидроузла до Волгоградского гидроузла, без рек Большой Иргиз, Большой Караман, Терешка, Еруслан, Торгун. Речной бассейн реки — Волга от верхнего Куйбышевского водохранилища до впадения в Каспий.
Код объекта в государственном водном реестре — 11010002212112100010923.